# Itaipava

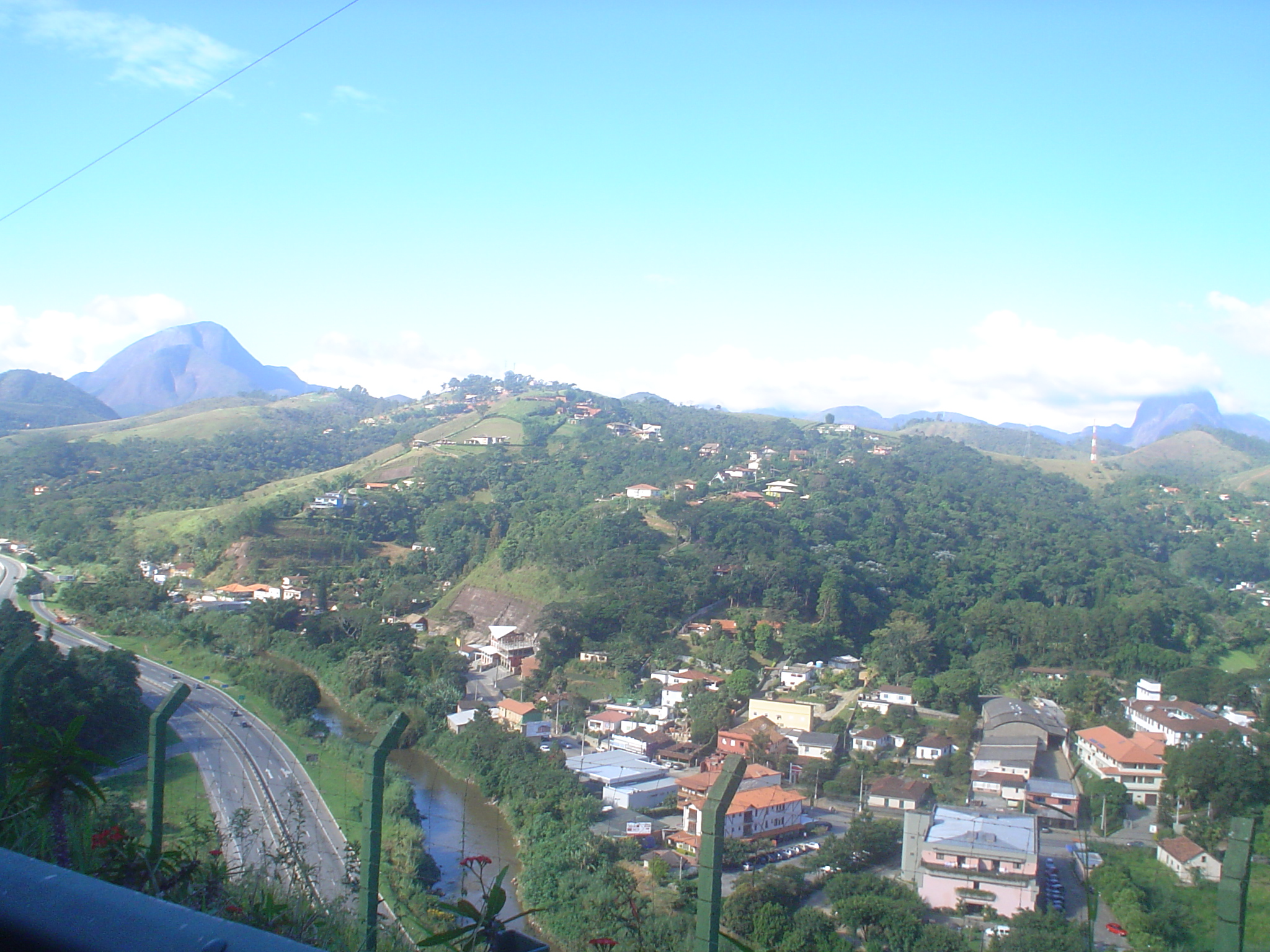
Vue d'une partie du district.

Itaipava est un district municipal de Petrópolis, dans l'État de Rio de Janeiro.
Connu pour son climat agréable et pour sa vie nocturne, le district accueille des habitués de toutes les régions de l'État dans ses restaurants, boîtes de nuit et centres commerciaux.